# Toledo (U-Boot)
Die USS Toledo (SSN-769) ist ein Atom-U-Boot der Los-Angeles-Klasse der United States Navy. Sie ist nach der Stadt Toledo, Ohio benannt.

## Geschichte
Die Toledo wurde 1988 bei Newport News Shipbuilding in Auftrag gegeben und 1991 auf der Werft des Schiffbau-Unternehmens, das zu Northrop Grumman gehört, auf Kiel gelegt. Nach einer Bauzeit von zweieinhalb Jahren lief das Schiff im März 1994 vom Stapel. Das Boot wurde von Mrs. Sabra Smith getauft; die offizielle Indienststellung fand am 24. Februar 1995 statt.

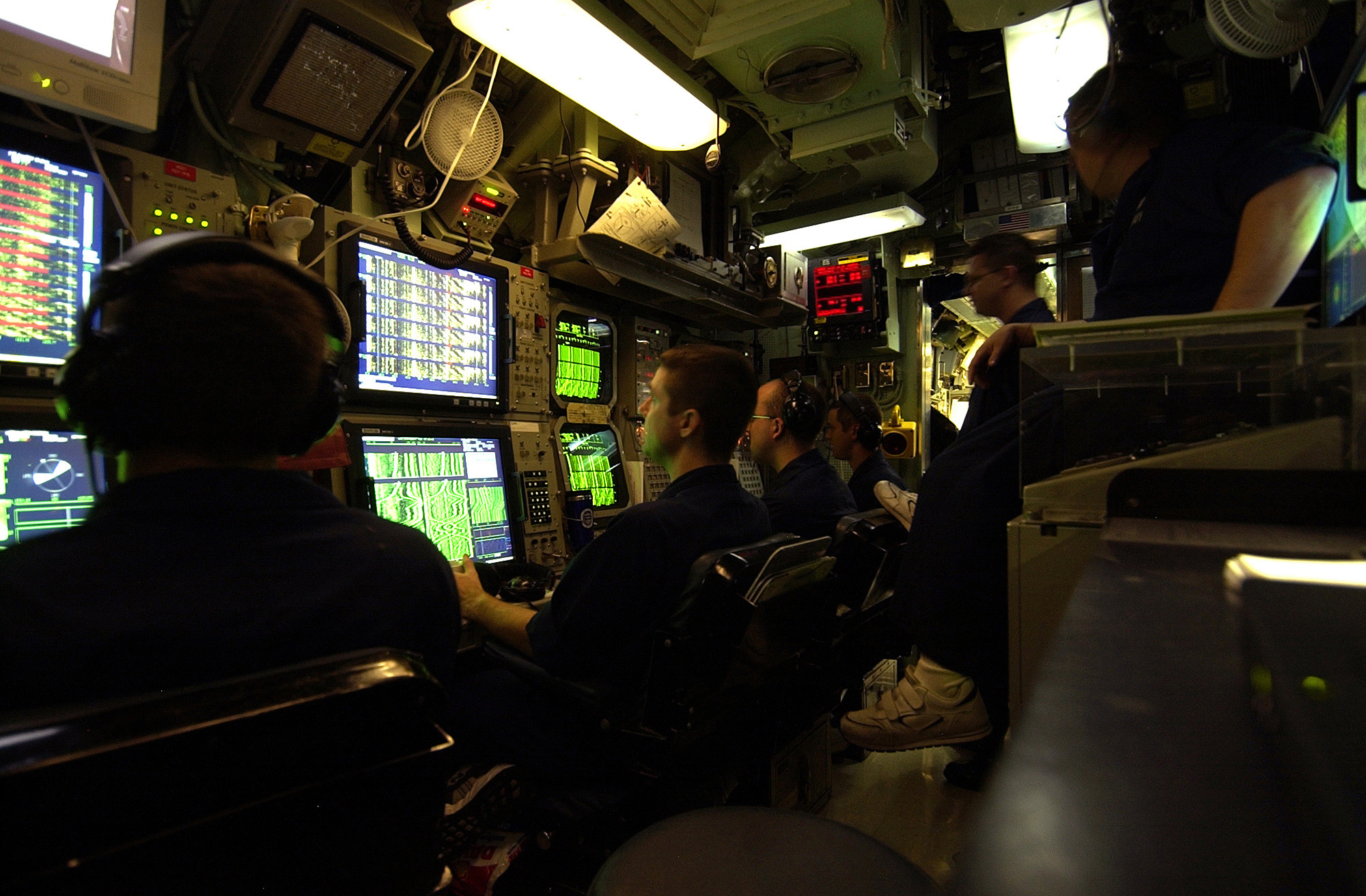
Die Monitore für das Sonar an Bord der Toledo

2002 war das Boot in der Kampfgruppe um die John F. Kennedy an der Operation Enduring Freedom beteiligt. Im April 2003 kehrte die Toledo von einem Einsatz im Rahmen der Operation Iraqi Freedom zurück, während der sie am Beschuss des Irak mit BGM-109 Tomahawk teilnahm. Im Jahr 2004 diente das Boot im Persischen Golf als Geleitschutz für die Kennedy. Auf dem Heimweg umrundete die Toledo das Kap der Guten Hoffnung statt den normalen Weg durch den Sueskanal zu wählen. Der nächste halbjährige Einsatz begann Anfang 2006.
Im November 2006 begann die Toledo eine auf 13 Monate angesetzte Überholung und Modernisierung in ihrer Bauwerft, die rund 175 Millionen Dollar kostete. Während dieser wurden bei Schweißarbeiten mehrere verschiedene Hartlote verwendet, was einen Verstoß gegen Navy-Vorgaben darstellte und die Wiederindienststellung erheblich verzögerte. Erst im März 2009 wurde die Toledo ausgedockt. Einen Monat später nahm sie an der Flottenwoche in Port Everglades teil.
Im Juli 2009 wurde ein rund 50 cm langer Riss in der äußeren Hülle gefunden, in der Druckhülle darunter ein 2,5 cm langer Riss. Durch diesen wäre bei einer Tauchfahrt Wasser in das U-Boot eingedrungen. Nachdem das Leck gedichtet war, verlegte die Toledo im Juli 2010 über das Mittelmeer in den Indischen Ozean.
Im Sommer 2020 verbrachte der amerikanische Ingenieur und Youtuber Destin Sandlin während einer Mission in der Arktis 24 Stunden an Bord der Toledo und verarbeitete seine Erfahrungen in einer mehrteiligen Videoreihe auf seinem Kanal SmarterEveryDay.